# Banda (indumentaria)

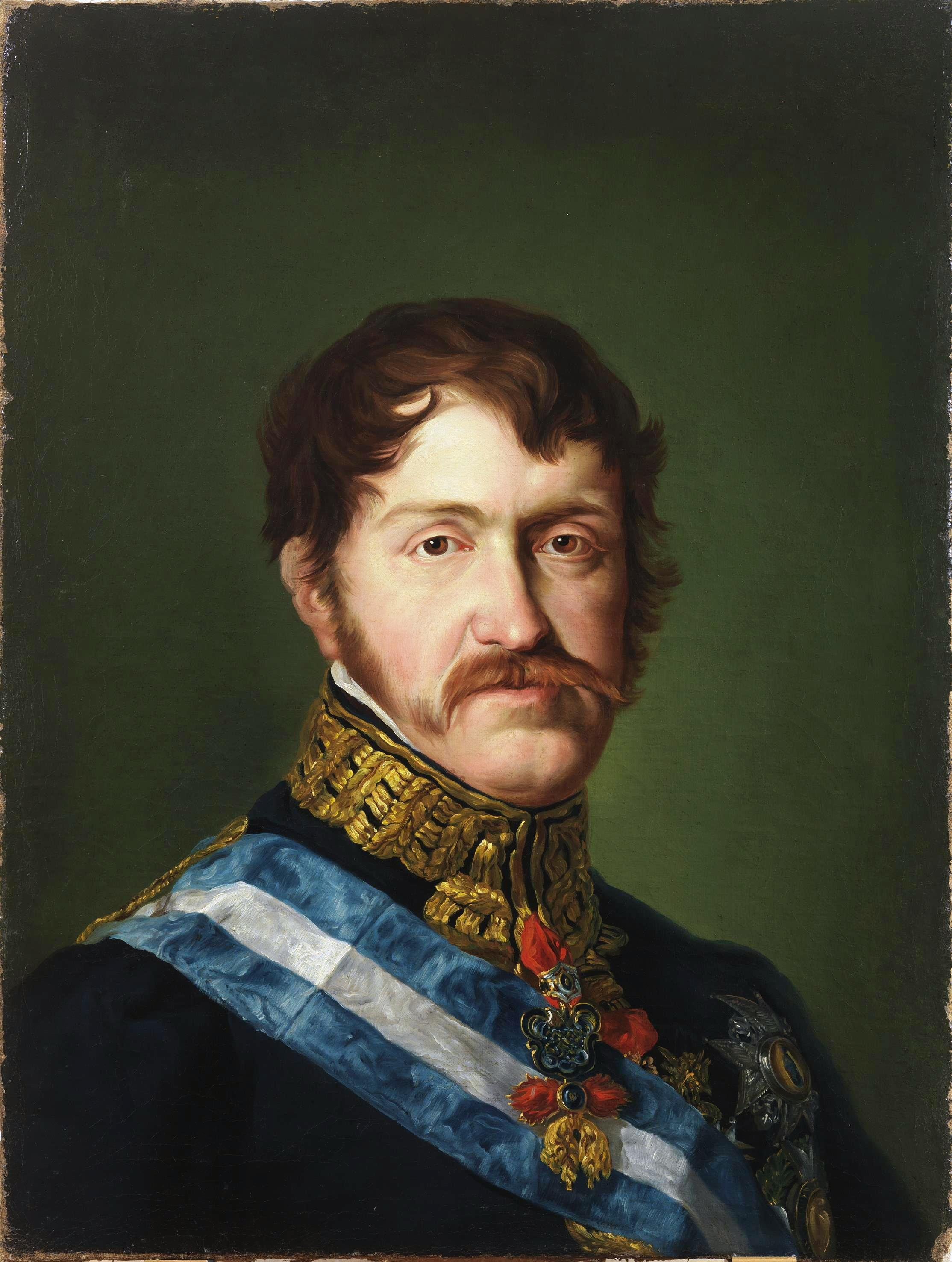
Carlos María Isidro retratado con la banda de la Orden de Carlos III

Se denomina banda a una tira de tela o cinta que se coloca como distinción encima del traje. Se trata de una distinción honorífica consistente en una tira o pieza larga y angosta de tafetán u otra tela parecida. Se coloca atravesando el pecho diagonalmente desde el hombro derecho hasta el costado izquierdo. La utilizan los caballeros de algunas órdenes militares, siempre que el individuo condecorado sea gran cruz de su respectiva orden, pues los de cruz inferior y los simples comendadores no llevan banda, sino cinta.

## Órdenes iniciáticas: la francmasonería
En algunas órdenes iniciáticas, como la francmasonería, la banda se usa desde el grado de maestro masón (el tercer grado). En función del grado y del rito masónico, la significación de esta prenda será diferente.

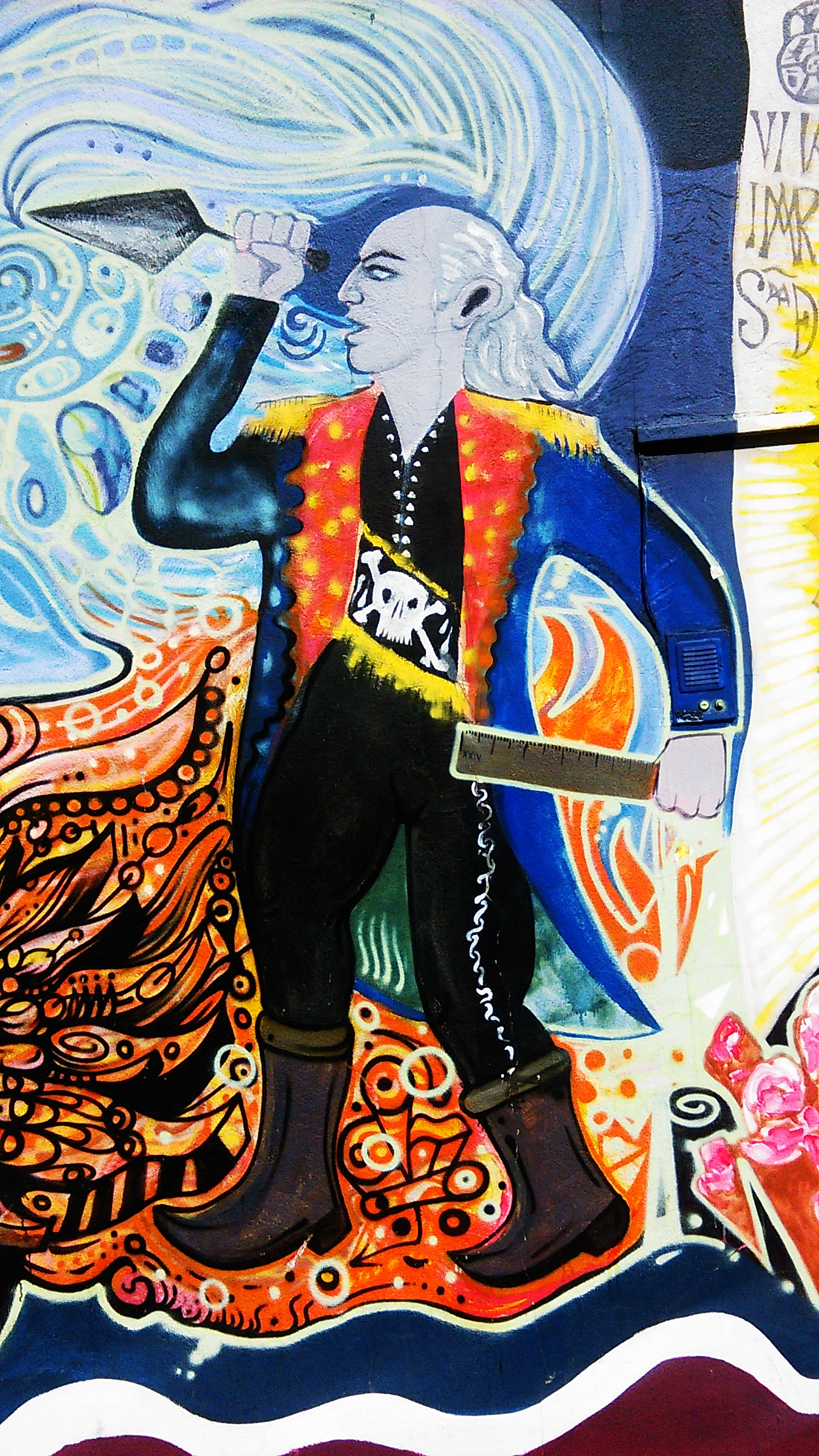
Miguel Hidalgo y Costilla con banda de maestro masón (mural del 2010 de Alejandro Escalante, Rubén Durán, Ernesto Corona, Arturo Márquez, Zenén Gómez y Allan Valdez; calle Cádiz esquina Eje Central Lázaro Cárdenas, colonia Álamos, Ciudad de México, enero 2016).
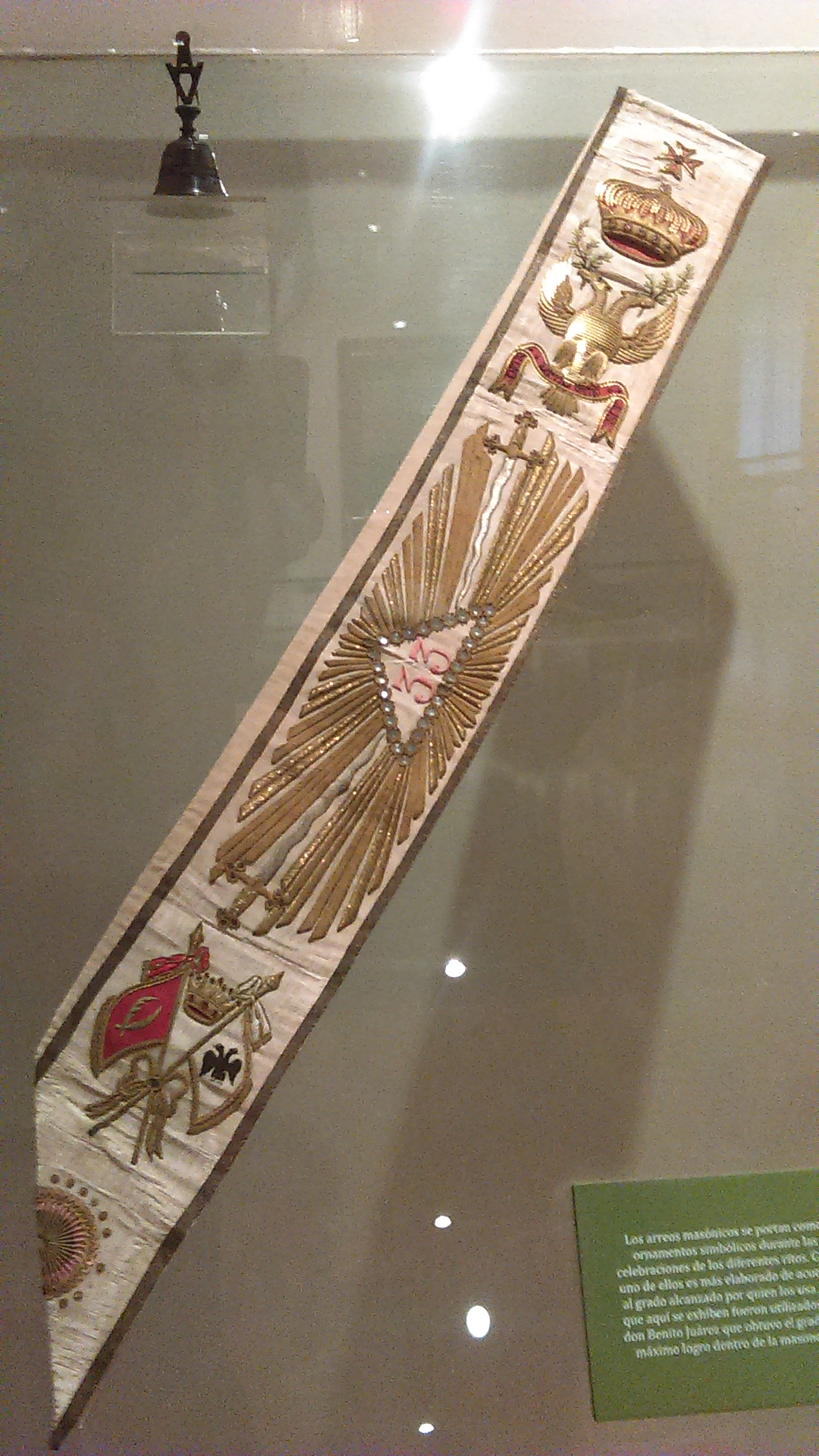
Banda masónica (Recinto Homenaje a don Benito Juárez, Palacio Nacional, Centro Histórico de la Ciudad de México, 31 octubre 2015).
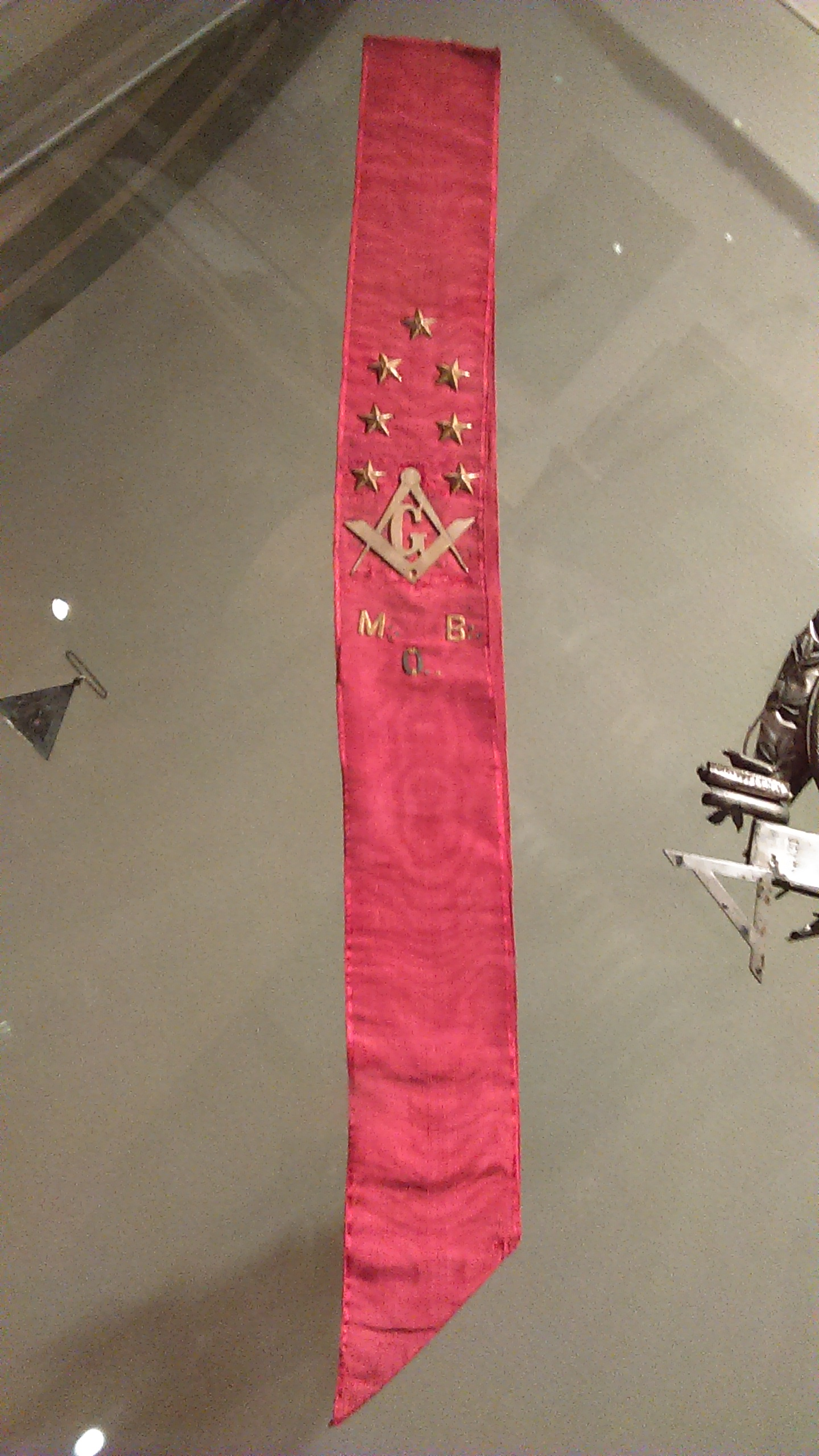
Banda masónica (Recinto Homenaje a don Benito Juárez, Palacio Nacional, Centro Histórico de la Ciudad de México, 31 octubre 2015).

## Banda presidencial
De igual forma, en la mayoría de los países de América y África la banda es usada por los presidentes de los países con los colores nacionales y escudos de armas que representan el poder ejecutivo.

## Certámenes de belleza
En el mundo de los certámenes de belleza, las bandas se utilizan para identificar a las concursantes y las ganadoras, y son una referencia obligada, junto con la corona.